# 野田武則
野田 武則（のだ たけのり、1953年（昭和28年）2月4日 - ）は、日本の政治家。岩手県釜石市長（4期）。岩手県議会議員（2期）などを歴任した。父親は釜石市長を3期務めた野田武義。

## 来歴
岩手県釜石市出身。1976年（昭和51年）3月、専修大学法学部法律学科卒業。同年4月、家業の農林業に従事。1983年（昭和58年）4月、学校法人野田学園甲東幼稚園に勤務。1988年（昭和63年）4月、同園の園長に就任。
2003年（平成15年）4月13日に行われた岩手県議会議員選挙に無所属（自由党推薦）で立候補し初当選。2007年（平成19年）4月の県議選では民主党公認で出馬し2期目の当選。
2007年（平成19年）10月2日、釜石市長の小沢和夫が病気により死去。これに伴って行われた、11月11日告示・11月18日投票の釜石市長選挙に立候補し、無投票で初当選した。2011年（平成23年）、2015年（平成27年）の選挙を無投票で3選。2019年（令和元年）にも無投票で4選。
2023年（令和5年）、任期満了に伴う11月12日投開票の市長選挙には出馬せず、政界から引退した。
2024年（令和6年）11月の秋の叙勲において、旭日小綬章を受章した。

## 市政・人物
- 2014年（平成26年）7月4日、野田は記者会見で「ラグビーワールドカップ2019」の開催都市への立候補を表明した[6]。2015年（平成27年）3月2日、「Ｗ杯リミテッド」はダブリンでの理事会で12の開催都市を決定。釜石市もその中に選ばれた[7]。
- 合気道2段、居合道2段。